# Stegocephalus abyssicola
Stegocephalus abyssicola is een vlokreeftensoort uit de familie van de Stegocephalidae. De wetenschappelijke naam van de soort is voor het eerst geldig gepubliceerd in 1959 door Oldevig.